# Eohypochthonius travei
Eohypochthonius travei är en kvalsterart som beskrevs av Fernández 1984. Eohypochthonius travei ingår i släktet Eohypochthonius och familjen Hypochthoniidae. Inga underarter finns listade i Catalogue of Life.